# Lista de concílios sobre o arianismo

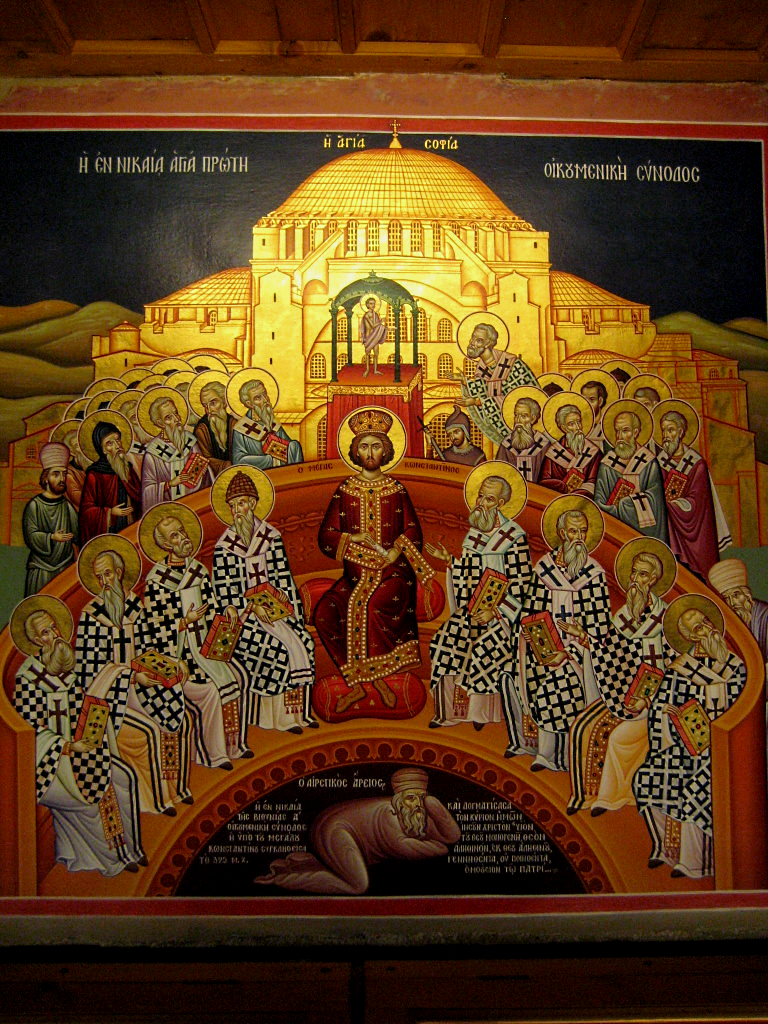
Primeiro Concílio de Niceia

Diversos concílios da Igreja foram majoritariamente, se não unicamente, dedicados à controvérsia ariana.
Entre eles:
| Nome                                | Data           | Local                       | Principais decisões |
| ----------------------------------- | -------------- | --------------------------- | --- |
| Concílios de Antioquia              | 264 e 269      | Antioquia                   | Rejeitaram o termo homoousios |
| Concílio de Alexandria              | ca. 318 ou 321 | Alexandria                  | Primeira condenação da doutrina de Ário.                                                                                                |
| Concílio de Nicomédia               | ca. 325        | Nicomédia                   | Concílio do partido de Alexandre de Alexandria                                                                                          |
| Concílio de Antioquia               | ca. 325        | Antioquia                   | Concílio do partido de Alexandre de Alexandria                                                                                          |
| Primeiro Concílio de Niceia         | 325            | Niceia                      | Mais de 300 bispos; Credo de Niceia |
| Concílio de Antioquia               | ca. 330        | Antioquia                   | Julgamento eclesiástico de Eustácio de Antioquia                                                                                        |
| Concílio de Nicomédia               | ca. 335        | Nicomédia                   | Mais de 250 bispos |
| Concílio de Tiro                    | ca. 335        | Tiro                        | Deliberações sobre Atanásio. Ele não compareceu. Julgamento eclesiástico de Atanásio de Alexandria                                      |
| Primeiro Concílio de Constantinopla | ca. 336        | Constantinopla              | Julgamento eclesiástico de Marcelo de Ancira                                                                                            |
| Concílio de Antioquia               | ca. 338        | Antioquia                   | Julgamento eclesiástico de Atanásio de Alexandria                                                                                       |
| Concílio de Antioquia               | ca. 341        | Antioquia                   | Chamado "Concílio da dedicação"; reuniu-se no verão de 341, foi presidido pelo bispo Placoto de Antioquia e dele participaram 97 bispos |
| Outro Concílio de Antioquia         | ca. 341        | Antioquia                   | |
| Concílio de Roma                    | ca. 342        | Roma                        | Bispos ocidentais |
| Concílio de Sárdica                 | ca. 342/343    | Sárdica (atual Sófia)       | Majoritariamente ocidental |
| Concílio de Filipópolis             | ca. 342/343    | Filipópolis (atual Plovdiv) | |
| Concílio de Antioquia               | ca. 344        | Antioquia                   | |
| Concílio de Jerusalém               | ca. 340        | Jerusalém                   | Regional |
| Concílio de Milão                   | ca. 345        | Mediolano (atual Milão)     | |
| Concílio de Milão                   | ca. 347        | Mediolano (atual Milão)     | |
| Concílio de Sirmio                  | ca. 347        | Sirmio                      | |
| Concílio de Alexandria.             | ca. 350        | Alexandria                  | Depôs novamente Atanásio e obrigou-o a fugir do imperador Constâncio II, que o condenou à morte.                                        |
| Concílio de Sirmio                  | ca. 351        | Sirmio                      | julgamento de Fotino |
| Concílio de Arles                   | ca. 353        | Arelate (atual Arles)       | Convocado por Constâncio II. Condenação de Atanásio, diante da pressão de Ursácio de Singiduno e Valente de Múrcia                      |
| Concílio de Milão                   | ca. 355        | Milão                       | Convocado pelo para Libério, realizou-se no mês de outubro com a participação de mais de 300 bispos                                     |
| Concílio de Sirmio                  | ca. 357        | Sirmio                      | |
| Concílio de Ancira                  | ca. 358        | Ancira (atual Ancara        | |
| Quarto Concílio de Sirmio           | ca. 359        | Sirmio                      | Convocado por Constâncio II o papa nem sequer foi convidado a participar                                                                |
| Concílio de Rimini                  | ca. 359        | Arímino (atual Rimini)      | Mais de 300 bispos ocidentais, convocado a pedido de Constâncio II. Adotam-se medidas contra o arianismo                                |
| Concílio de Selêucia                | ca. 359        | Selêucia Isaura             | 160 bispos orientais, convocado a pedido de Constâncio II.                                                                              |
| Concílio Homoasiano de Niceia       | ca. 359        | Niceia                      | Concílio promovido pelo partido herético Homoasiano                                                                                     |
| Concílio de Constantinopla          | ca. 360        | Constantinopla              | Convocado a pedido de Constâncio II. para resolver as divergências de Selêucia e Rimini. O arianismo é imposto aos cristãos.            |
| Concílio de Constantinopla          | ca. 360        | Constantinopla              | Julgamento eclesiástico de Eunômio de Cízico                                                                                            |
| Concílio de Gangra                  | ca. 360        | Gangra (atual Çankırı)      | Julgamento eclesiástico de Eustácio de Sebaste                                                                                          |
| Concílio de Constantinopla          | ca. 361        | Constantinopla              | Concílio dos Anomoeanos |
| Concílio de Constantinopla          | ca. 361        | Constantinopla              | Concílio local ou Sínodo |
| Concílio de Antioquia               | ca. 361        | Antioquia                   | |
| Concílio de Constantinopla          | ca. 363        | Constantinopla              | Concílio promovido pelos Anomoeanos |
| Concílio de Filadélfia              | ca. 363/364    | Lídia                       | Concílio do partido de Teodósio da Lídia                                                                                                |
| Concílio de Lâmpsaco                | 364            | Lâmpsaco no Helesponto      | Concílio semiariano, ocorrido no outono                                                                                                 |
| Concílio de Antioquia               | ca. 381        | Antioquia                   | Concílio local |
| Primeiro Concílio de Constantinopla | ca. 381/383    | Constantinopla              | |